# Bogojevo
Bogojevo (izvirno srbsko Богојево; madžarsko Gombos) je naselje v Srbiji, ki upravno spada pod Občino Odžaci; slednja pa je del Zahodnobačkega upravnega okraja.

## Demografija
V naselju, katerega izvirno (srbsko-cirilično) ime je Богојево, živi 1696 polnoletnih prebivalcev, pri čemer je njihova povprečna starost 41,5 let (39,8 pri moških in 43,2 pri ženskah). Naselje ima 841 gospodinjstev, pri čemer je povprečno število članov na gospodinjstvo 2,52.
Prebivalstvo je večinoma nehomogeno, a v času zadnjih treh popisov je opazno zmanjšanje števila prebivalcev.
|  |

| Demografija | Demografija     | Demografija     |
| Leto        | Št. prebivalcev | Št. prebivalcev |
| ----------- | --------------- | --------------- |
|             |                 |                 |
|             |                 |                 |
|             |                 |                 |
|             |                 |                 |
| 1948        | 2930            |                 |
| 1953        | 3053            |                 |
| 1961        | 3037            |                 |
| 1971        | 2874            |                 |
| 1981        | 2557            |                 |
| 1991        | 2301            | 2188            |
| 2002        | 2240            | 2120            |
|             |                 |                 |

| Etnična sestava po popisu iz leta 2002 | Etnična sestava po popisu iz leta 2002 | Etnična sestava po popisu iz leta 2002 | Etnična sestava po popisu iz leta 2002 | Etnična sestava po popisu iz leta 2002 |
| -------------------------------------- | -------------------------------------- | -------------------------------------- | -------------------------------------- | -------------------------------------- |
| Madžari                                | Madžari                                |                                        | 1.154                                  | 54,43%                                 |
| Romi                                   | Romi                                   |                                        | 374                                    | 17,64%                                 |
| Srbi                                   | Srbi                                   |                                        | 287                                    | 13,53%                                 |
| Romuni                                 | Romuni                                 |                                        | 163                                    | 7,68%                                  |
| Hrvati                                 | Hrvati                                 |                                        | 29                                     | 1,36%                                  |
| Jugoslovani                            | Jugoslovani                            |                                        | 27                                     | 1,27%                                  |
| Črnogorci                              | Črnogorci                              |                                        | 8                                      | 0,37%                                  |
| Nemci                                  | Nemci                                  |                                        | 7                                      | 0,33%                                  |
| Slovaki                                | Slovaki                                |                                        | 2                                      | 0,09%                                  |
| Rusini                                 | Rusini                                 |                                        | 2                                      | 0,09%                                  |
| Muslimani                              | Muslimani                              |                                        | 2                                      | 0,09%                                  |
| Ukrajinci                              | Ukrajinci                              |                                        | 1                                      | 0,04%                                  |
| Rusi                                   | Rusi                                   |                                        | 1                                      | 0,04%                                  |
| Makedonci                              | Makedonci                              |                                        | 1                                      | 0,04%                                  |
| Neznano                                | Neznano                                |                                        | 35                                     | 1,65%                                  |